# La Soledad de América Latina
"La Soledad de Latinoamérica" es el título del discurso dado por Gabriel García Márquez el 8 de diciembre de 1982 al recibir el Premio Nobel en Literatura. El Premio Nobel de García Márquez fue presentado por el profesor Lars Gyllensten de la Academia Sueca.
García Márquez adquirió fama con su novela Cien Años de Soledad, publicada por primera vez en 1967. Según la Fundación Nobel, García Márquez recibió el Premio Nobel de Literatura en 1982 por “sus novelas y cuentos, donde la fantasía y el realismo están combinados en un rico mundo compuesto de imaginación, reflejando la vida y los conflictos de un continente". El estilo de prosa al cual la Fundación Nobel se refiere es conocido como realismo mágico, un concepto ampliamente utilizado por los críticos para describir el trabajo de García Márquez.

## Temas
García Márquez aborda múltiples temáticas en su discurso, los cuales también son reflejados en sus cuentos y novelas. El colombiano menciona el colonialismo europeo, los legados coloniales, la desterritorialización de la cultura latinoamericana y se dirige principalmente a los países de la región que se han visto afectados negativamente por políticas exteriores.

### Legados coloniales

#### Inestabilidad dentro de Latinoamérica
"Ha habido cinco guerras y 17 golpes de Estado, y surgió un dictador luciferino que en el nombre de Dios lleva a cabo el primer etnocidio de América Latina en nuestro tiempo. (...) Numerosas mujeres arrestadas encintas dieron a luz en cárceles argentinas, pero aún se ignora el paradero y la identidad de sus hijos, que fueron dados en adopción clandestina o internados en orfanatos por las autoridades militares".

#### Modernidad
Otro legado colonial apuntado indirectamente en este discurso es el concepto de modernidad en relación con el colonialismo europeo y Occidental. Inicialmente, durante la Era de la Ilustración, los europeos concibieron la idea de modernidad para distinguirse a sí mismos del resto del mundo. Que Europa se haya definido como "moderno" ubicó automáticamente a las culturas desconocidas en una categoría inferior o no moderna. García Márquez plantea esto en su discurso cuando utiliza el ejemplo de Estados Unidos, mencionando que "es comprensible que insistan en medirnos con la misma vara con que se miden a sí mismos, sin recordar que los estragos de la vida no son iguales para todos, y que la búsqueda de la identidad propia es tan ardua y sangrienta para nosotros como lo fue para ellos".
Luego de que García Márquez habla sobre los legados coloniales y sus efectos, se refiere a los procesos de desterritorialización y de debilitamiento de los nexos entre la cultura y el espacio por los que está pasando actualmente Latinoamérica. En su discurso, el escritor menciona las guerras civiles centroamericanas de los años 70 y la afluencia de refugiados que abandonaron sus países como resultado. Para dar una idea del gran número de personas desplazadas por estos conflictos, García Márquez establece que "el país que se pudiera hacer con todos los exiliados y emigrados forzosos de América Latina, tendría una población más numerosa que Noruega".

### Lucha actual dentro de Latinoamérica
Con su discurso, García Márquez quiso aumentar la concientización acerca de la lucha actual de las personas latinoamericanas para adquirir respeto cultural por parte del resto del mundo hegemónico. A lo largo de la historia, a los latinos se les ha negado la legitimidad social y política. El colombiano hace referencia a cómo los europeos aceptan fácilmente la cultura latinoamericana a través del arte y la literatura y sin embargo desconfían de los movimientos sociales en Latinoamérica.
Por ejemplo, en Centroamérica, cuando la población quiso simplemente mejorar las cosas dentro de sus países, fueron afrontados por autoridades militares y el ojo desconfiado del norte. Un ejemplo de cómo la agitación social afectó a estos pequeños países latinoamericanos es utilizado en el discurso: "Uruguay (...) ha perdido en el destierro a uno de cada cinco ciudadanos. (...) La guerra civil en El Salvador ha causado desde 1979 casi un refugiado cada 20 minutos", exhibe.
 

"La solidaridad con nuestros sueños no nos haría sentir menos solos, mientras no se concrete con actos de respaldo legítimo a los pueblos que asuman la ilusión de tener una vida propia en el reparto del mundo".

En esta cita, García Márquez pone en manifiesto la relación actual entre Latinoamérica y los poderes dominantes de Occidente.